# 民主党 (ルクセンブルク)

民主党（ルクセンブルク語: Demokratesch Partei、フランス語: Parti démocratique、ドイツ語: Demokratische Partei）はルクセンブルクの政党。略称はDP。

## 概要
1904年に創設された自由党（1904年-1925年）をルーツにもつ。第二次世界大戦後、自由主義者により愛国国民グループ（Groupement Patriotique et Démocratique）が作られ、2度の改称を経て、1955年に現在の民主党となった。（ルクセンブルクの自由主義を参照）
1959年～1964年及び1969年～1974年の期間、キリスト教社会人民党（CSV）と連立を組み、第1次ピエール・ヴェルナー内閣に参加した。1974年の総選挙後には、ルクセンブルク社会主義労働者党（LSAP）と連立を組み、民主党のガストン・トルンが首相となった。1979年の選挙後には再びCSVと連立を組み、第2次ピエール・ヴェルナー内閣に参加した。1984年からのジャック・サンテール内閣では野党となったが、その後のジャン＝クロード・ユンカー内閣では、1999年から2004年までの間、連立与党（CSVとDP）に加わった（ユンカー-ポルファー内閣）。
2013年の総選挙においてLSAPと緑の党と連立を組み、グザヴィエ・ベッテル内閣を組織した。
都市部の専門職層、商業界、ホワイトカラー層、職能層の支持を受ける。

## 国際組織との関係
民主党は、自由主義インターナショナルに参加している。また、欧州規模の政党である欧州自由民主改革党（ELDR）に加盟している。

## 歴代党首
- Lucien Dury (1948–1952)
- Eugène Schaus (1952–1959)
- Lucien Dury (1959–1962)
- Gaston Thorn (1962–1969)
- René Konen (1969–1971)
- ガストン・トルン（Gaston Thorn） (1971–1980)
- Colette Flesch (1980–1989)
- Charles Goerens (1989–1994)
- リディー・ポルファー（Lydie Polfer） (1994–2004)
- クロード・マイシュ（Claude Meisch） (2004–2013)
- グザヴィエ・ベッテル（Xavier Bettel） (2013–2015)
- コリンヌ・カエン（Corinne Cahen） (2015–)